# Junki Mawatari
Junki Mawatari (馬渡 隼暉 Mawatari Junki?, nacido el 3 de octubre de 1996 en Toyama, Toyama) es un futbolista japonés que se desempeña como centrocampista.

## Trayectoria

### Clubes
| Club            | País  | Año         |
| --------------- | ----- | ----------- |
| Kataller Toyama | Japón | 2015 - 2017 |

## Estadística de carrera

### J. League
| Club            | Año   | J. League | J. League | Copa J. League | Copa J. League | Total | Total |
| Club            | Año   | Part.     | Goles     | Part.          | Goles          | Part. | Goles |
| --------------- | ----- | --------- | --------- | -------------- | -------------- | ----- | ----- |
| Kataller Toyama | 2015  | 16        | 2         | -              | -              | 16    | 2     |
| Kataller Toyama | 2016  | 0         | 0         | -              | -              | 0     | 0     |
| Kataller Toyama | 2017  | 2         | 0         | -              | -              | 2     | 0     |
| Total           | Total | 18        | 2         | 0              | 0              | 18    | 2     |